# 弗朗西斯卡·塞爾薩·多斯桑托斯
弗朗西斯卡·塞爾薩·多斯桑托斯（葡萄牙語：Francisca Celsa dos Santos，1904年10月21日—2021年10月5日）是一名巴西超級人瑞，南美洲及拉丁美洲史上最長壽者，曾是僅次於田中加子及露西爾·朗東在世第三年長者。她過世時名列有史以來獲驗證之最長壽者名單第12名。

## 生平
弗朗西斯卡·塞爾薩·多斯桑托斯於1904年10月21日生於在巴西塞阿拉州卡斯卡韋爾，父親為賴蒙多·葛楚魯德斯·多斯桑托斯（Raimundo Gertrudes dos Santos），母親為瑪麗亞·安東妮亞·多埃斯皮里托·桑托（Maria Antonia do Espirito Santo）。儘管她聲稱自己生於1904年10月22日，但研究組織都認為她生於10月21日。
她於成年後先是在家中負責家務，其後成為售賣蕾絲衫的商人。1935年，她與賴蒙多·塞爾索（Raimundo Celso，1905年—1979年）結婚，育有3子3女，當中只有3名女兒仍然在世。夫妻直至幼女於1948年出生前才去政府部門辦理正式的婚姻註冊。
1979年9月4日丈夫逝世後，她搬到塞阿拉州福塔莱萨與女兒居住。她於85歲時被診斷患上惡性腫瘤。她報稱由於醫生認為她不會存活，所以並沒有給她任何住院治療。儘管如此，多斯桑托斯仍然從中康復。她於2012年已經無徒行走，需要使用輪椅。2019年時，她和73歲的二女一同居住，她擔任醫生的孫子亦不時幫忙在起居飲食上照顧她。她表示自己從不吃藥，也很少到醫院。
在超越厄瓜多爾超級人瑞玛丽亚·埃丝特·德·卡波维利亚成為南美洲史上最長壽者後的第二天，弗朗西斯卡·塞爾薩·多斯桑托斯在家中因肺炎辭世，享嵩壽116歲349天，距離她的117歲生日還差16天。

## 長壽紀錄
- 2017年10月16日，露齊亞·莫爾斯過世後，弗朗西斯卡·塞爾薩·多斯桑托斯成為巴西在世最年長者。
- 2019年8月27日，松下真去世，弗朗西斯卡·塞爾薩·多斯桑托斯以114岁310天之齡成為在世第3順位年長者，僅次於田中加子及露西爾·朗東。
- 2019年10月4日，弗朗西斯卡·塞爾薩·多斯桑托斯以114歲348天之齡超越瑪利亞·高梅斯·瓦琳廷的年齡，成為巴西史上最長壽者。
- 2020年7月9日，弗朗西斯卡·塞爾薩·多斯桑托斯以115歲262天，經確認出生資料，被列入金氏世界紀錄承認老年學研究組織的超級人瑞名單中。
- 2020年10月21日，弗朗西斯卡·塞爾薩·多斯桑托斯成為史上首位無爭議活到116歲的巴西人。
- 2021年10月4日，弗朗西斯卡·塞爾薩·多斯桑托斯以116歲348天之齡超越玛丽亚·埃丝特·德·卡波维利亚的年齡，成為南美洲史上最長壽者。

在她過世後，目前南美州最高齡的人士是一位生於1905年6月13日、住在巴西的女士安东尼娅·达·圣克鲁斯。